# Ludo (jeu de société)
 (novembre 2017).
Si vous disposez d'ouvrages ou d'articles de référence ou si vous connaissez des sites web de qualité traitant du thème abordé ici, merci de compléter l'article en donnant les références utiles à sa vérifiabilité et en les liant à la section « Notes et références ».
Pour les articles homonymes, voir Ludo.
Le ludo (du latin ludus, « jeu ») est un jeu de société pour enfants réunissant de deux à quatre joueurs. Le but est de faire faire le tour du circuit à ses quatre pions et de les ramener à la maison avant les autres joueurs. Le ludo est très semblable au pachisi et au Parcheesi. Les règles sont déposées en Angleterre en 1896.  
Résumé des règles :
Au ludo, chaque joueur se voit attribuer une des quatre couleurs (vert, rouge, bleu, jaune) avec ses quatre pions. Les joueurs doivent alors faire traverser le plateau à leurs quatre pions.
Chacun son tour les joueurs lancent un dé pour avancer l'un de leur pion. Si un joueur obtient un 6, il peut avancer ou sortir un pion de sa base, et il rejoue.
Si vous avez un pion devant vous il faut obtenir la distance exacte entre ce pion et le vôtre pour le manger. Par exemple : si votre pion est à une distance de 4 de l'ennemi et que vous faites 5 vous ne pouvez pas bouger ce pion, vous devez en bouger un autre toujours de 5 cases.
Cases noires :
Les cases noires sont des immunités, un joueur ne peut pas mourir quand il est dessus. Ce sont les seules cases qui peuvent avoir deux pions dessus (attention pas avec des pions de la même couleur, si un pion s'arrête sur une case noire ayant déjà un pion de sa couleur, alors le pion s’arrête derrière).
Escalier :
Dans l’escalier (les cases de votre couleur qui pointe vers le centre du plateau), il faut faire 1 pour rentrer, 2 pour aller à la 2e case, 3 pour aller à la 3e, etc. 

## Tablier
Le tablier de ludo ressemble à celui du jeu des petits chevaux. Il comporte cependant un peu moins de cases. Le circuit faisant le tour du plateau ne fait en effet que 52 cases (dont 51 à réellement parcourir en raison de la position de la case de départ du circuit)  au lieu de 56 cases, pour un total de 76 cases au lieu de 80 en comptant les cases d'arrivée (mais pas les bases de départ). La case colorée à côté de la base est la case de départ, un cran plus loin que dans le jeu français.

## Règle du jeu

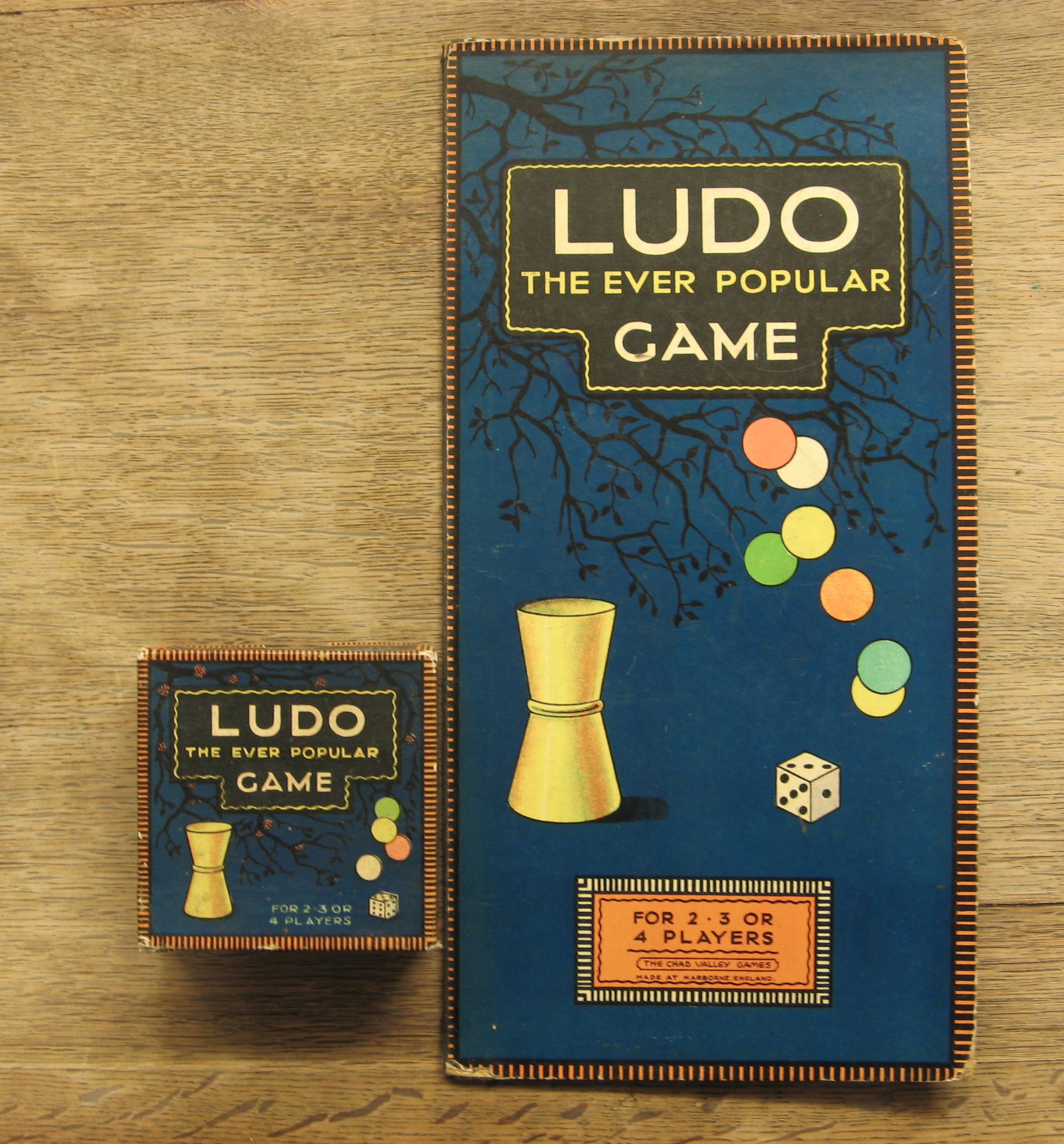
Une ancienne planche de Ludo. (Une des premières éditions)

Au départ, tous les pions sont à la base.
On jette un seul dé. Il faut faire un 6 pour placer un pion sur la case de départ. Par la suite, on avance un pion déjà en piste du nombre indiqué par le dé, dans le sens des aiguilles d'une montre. Les pions passent d'une colonne à la colonne perpendiculaire par le coin de la case. Un pion qui termine sa course sur un pion adverse le renvoie à sa base.
Un pion qui arrive sur la colonne montante de sa couleur y est en sécurité. Il faudra cependant amener ses quatre pions au bout de la colonne avec le compte exact. De même lorsqu'un pion adverse s'incruste dans la colonne adverse, il se retrouve capable d'accaparer tous les pions présents de part et d'autre. Il ne sera possible pour lui de sortir qu'en présence d'un double.

## Différences avec lejeu des petits chevaux

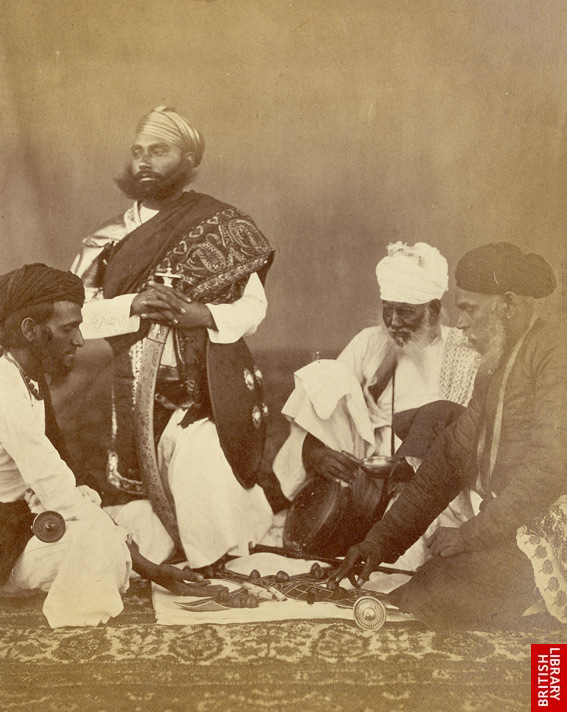
photographie du britannique Eugene Clutterbuck Impey d'un joueur de pachisi en Inde en 1860

Les différences sont minimes : c'est surtout le parcours qui est légèrement plus court. Les cases d'arrivée ne sont pas numérotées et il n'y a pas d'obligation de faire le chiffre de la case à atteindre.
Il existe d'autres variantes dérivées du pachisi autour du monde tel que le parji mongol ou le parcheesi déposé en aux États-Unis en 1867.

## La variante du Ludo "malien sénégalais"
Il peut être difficile de spécifier une version sénégalaise du ludo comme étant une particularité de la culture propre au Sénégal. Cependant certaines nuances de règles, et certains aspects culturels propres au pays permettent de clarifier cette dite "version" du jeu. De plus, même s'il est largement diffusé dans le pays, beaucoup d'habitants ignorent l'origine même du ludo. Si bien que ce jeu apparait comme un repère de culture nationale dans un pays composé de 60 grands groupes ethniques. Enfin le jeu était également un facteur de cohésion social supplémentaire, au sens où il rassemble autour d'une même table des personnes issues de classes socio-économiques diverses, et ce sans contrainte aucune d'âge. Ses raisons et la simplicité des règles du ludo en font un jeu de société plus prisé que l'awalé, jeu pourtant typiquement sénégalais, également proche du pallānkuli indien.

### Caractéristiques
L'aspect le plus généralement répandu du jeu est un carré de papier au-dessus duquel est posée une vitre transparente (et non colorée), le tout dans un cadre de bois rouge à deux niveaux, rappelant les gradins d'un stade de sport. La référence n'est pas anodine si l'on se réfère au design de chacun des camps des joueurs, souvent représentés soit par une équipe de football (nationale) soit par un joueur (voire plusieurs), généralement d'Afrique subsaharienne. Cependant, l'influence grandissante dans l'économie informelle de la communauté chinoise fait apparaître des ludo "made in China" avec en général des enfants asiatiques représentés. Le dé ne se lance pas à la main. Il se fait grâce à un petit boitier cylindrique (généralement noir ou blanc pour ne pas suggérer de confusion avec un joueur), qui sert aussi de boîtier de rangement des pions et du dé unique. Le centre du jeu comporte une case spéciale représentant la fin du jeu. Elle peut comporter les 4 couleurs du jeu ou un dé ou tout autre motif rappelant le jeu (avec ou sans l'écriture même du nom "ludo"). Les quatre couleurs sont toujours le vert, le rouge, le bleu et le jaune. Elles sont diamétralement opposées de la façon suivante (rouge-jaune, vert-bleu). L'ordre du jeu est indiqué et on suit le sens des aiguilles d'une montre. De plus, ce ludo intègre un dispositif lui permettant d'être accroché verticalement, par exemple sur un mur (même si cette habitude semble tomber en désuétude). Le bas est sous fait d'une fine couche de bois soit d'une plaque de carton (marron). Le ludo vendu dans le pays est souvent une importation de pays ouest-africains anglophones (notamment Nigeria, voire Ghana). Cependant, la présence d'un fort brassage culturel a permis d'intégrer totalement le jeu à la culture locale (comme ce fut le cas au jeu de dames).

### Vocabulaire
Un vocabulaire propre et largement varié s'est développé dans l'usage du ludo ivoirien, et on peut parler d'un jargon. Une liste non exhaustive de ses termes peut être dressée :
- pour dire 1 : bidé
- pour dire 3 : trico
- pour dire 4 : Cathérine
- pour dire 5 : cinko
- pour dire 6 : sixco
- la base : le camp
- le tablier : la vitre
- faire terminer un pion : homer (du mot anglais "home" signifiant maison >> le pion est rentré à la maison)
- le contour en bois rouge : les tribunes
- lorsque le dé tombe en dehors du jeu ou dans les tribunes : os
- tomber sur et prendre le pion d'un joueur : bouffer
- un pion : un joueur
- faire bouger rapidement son joueur sur le tablier : courir
- la première case de sortie : le pont (attention : désigne également la superposition d'un ou plusieurs pions sur une même case. Il est donc possible de faire un pont sur son pont !)
- le boitier peut prendre divers noms et il serait fortuit de vouloir en proposer un (ex : gobelet, cope, tchôkô tchôkô, ...)